# Sista vilja
Sista vilja är ett dokument för den som vill underlätta för sina anhöriga efter sin bortgång. Detta skall icke förväxlas med testamente. I ens sista vilja står till exempel önskemål om musikval vid begravningen, vilka solon som ska spelas, blommor på kistan, gravstenens utformning, plats för begravning och gravsättning, svepning vid kistläggning, önskemål om jordbegravning eller kremation, grav eller minneslund, dödsannons, vers och så vidare. 
Dessa önskemål är just önskemål och inte formaljuridiskt förpliktande för de eftervarande att uppfylla. Dessa har också rätt eller skyldighet att ta andra hänsyn. Dokumentet ger också möjlighet att informera om vilka bankkonton, bankfack, försäkringar som finns och var viktiga handlingar såsom testamente förvaras.
Ett dokument av detta slag har kommit att bli känt under namnet "Vita arkivet" och tillhandahålls av begravningsbyrån Fonus, men alla begravningsbyråer har likvärdiga dokument och de kan hämtas gratis. Ett annat exempel är "Livsarkivet" som tillhandahålls av Sveriges Begravningsbyråers Förbund (SBF). Vem som helst kan på ett informellt sätt skriva ned något liknande.
Detta dokument bör ej förvaras i bankfack då det kan gå lång tid innan detta öppnas. Många byråer kan förvara det för kundens räkning och det är också att rekommendera att ha ett i eget förvar och informera anhöriga om att det finns.